# Oberau (Bawaria)
Oberau – gmina w Niemczech, w kraju związkowym Bawaria, w rejencji Górna Bawaria, w regionie Oberland, w powiecie Garmisch-Partenkirchen. Leży około 8 km na północ od Garmisch-Partenkirchen, nad rzeką Loisach, przy drodze B2, B23 i linii kolejowej Monachium – Innsbruck.

## Demografia
| Rok  | Liczba mieszk. |
| ---- | -------------- |
| 1970 | 2426           |
| 1987 | 2599           |
| 2000 | 2839           |
| 2005 | 3108           |

### Struktura wiekowa
Dane o ludności z 31 grudnia 2008:
| Opis                                | Ogółem | Ogółem | Kobiety | Kobiety | Mężczyźni | Mężczyźni |
| ----------------------------------- | ------ | ------ | ------- | ------- | --------- | --------- |
| Jednostka                           | osób   | %      | osób    | %       | osób      | %         |
| Populacja                           | 3030   | 100    | 1525    | 50,33   | 1505      | 49,67     |
| Wiek przedprodukcyjny (0–17 lat)    | 555    | 18,32  | 284     | 9,37    | 271       | 8,94      |
| Wiek produkcyjny (18–65 lat)        | 1792   | 59,14  | 866     | 28,58   | 926       | 30,56     |
| Wiek poprodukcyjny (powyżej 65 lat) | 683    | 22,54  | 375     | 12,38   | 308       | 10,17     |

## Polityka
Wójtem gminy jest Peter Imminger z CSU, rada gminy składa się z 16 osób.
|      | CSU | SPD | FWG | Razem |
| 2008 | 9   | 2   | 5   | 16    |
| 2002 | 9   | 2   | 3   | 14    |

## Oświata
W gminie znajduje się przedszkole (75 miejsc) oraz szkoła podstawowa z Hauptschule (14 nauczycieli, 223 uczniów).